# Chiesa di San Tommaso Becket (Caramanico Terme)
La chiesa di San Tommaso Becket è un edificio religioso ubicato nell'omonima frazione del comune di Caramanico Terme, in provincia di Pescara e arcidiocesi di Chieti-Vasto. È anche conosciuta come chiesa di San Tommaso di Paterno, dal nome con cui la località era conosciuta sin dall'VIII secolo. Nel 1902 è stato nominato monumento nazionale.

## Storia

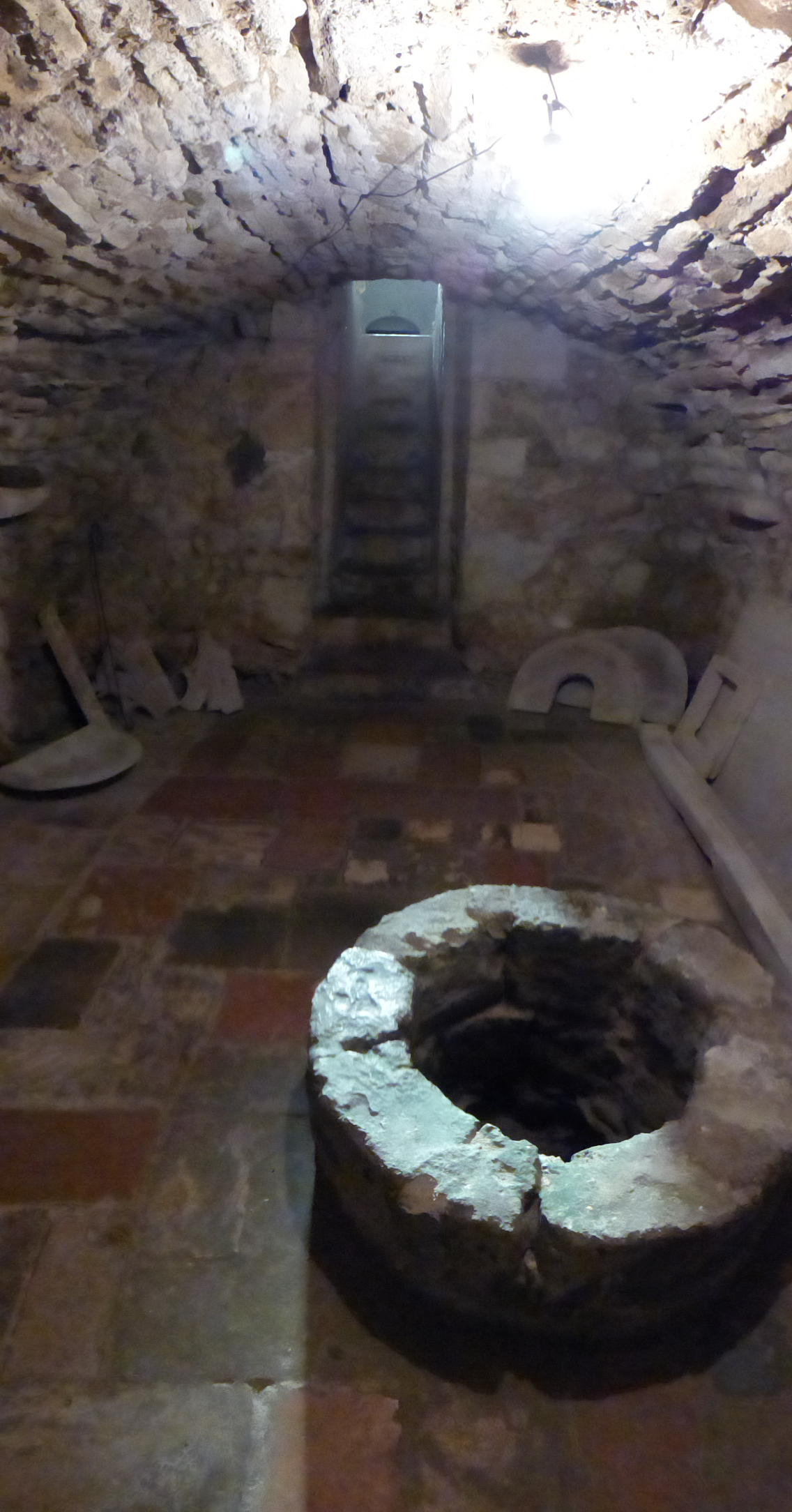
La cripta e il pozzo di acqua sorgiva.

Secondo una leggenda popolare la fondazione dell'edificio, intitolato ad un San Romano, risalirebbe al 45 d.C., a seguito dell'apparizione degli arcangeli Michele e Gabriele ad un certo Antimo di Antiochia, discepolo di San Pietro, dedito alla diffusione del Cristianesimo nell'Italia centrale; questa notizia, riferita per prima dal Nicolini nella sua "Storia di Chieti" e riportata dall'Antinori nel XVIII secolo nei suoi Annali, si fonda sul ritrovamento di una pergamena all'interno del Monastero che si trovava accanto alla Chiesa attuale e sulle pitture del ciborio, ora scomparso, posto sull'altare maggiore; ma lo stesso Antinori la mette in dubbio. Secondo alcuni studi la chiesa sarebbe sorta sul luogo dove precedentemente era situato un antico tempio dedicato ad Ercole, dal momento che in loco sono stati rinvenuti bronzetti raffiguranti il dio pagano e che nella cripta della chiesa è presente un pozzo d'acqua sorgiva, necessario allo svolgimento degli antichi rituali rivolti al dio. In seguito ai successivi restauri e rifacimenti, l'edificio attuale, che conserva in linea di massima l'aspetto originario, è riconducibile alla fine del XII secolo o all'inizio del XIII. Un'iscrizione sull'architrave del portale di destra ricorda come committente padre Berardo nell'anno 1202. Non vi è comunque certezza se tale data sia riferibile alla fine dei lavori dell'intera fabbrica o debba essere vista come tappa di avanzamento dei lavori. Ad ogni modo va considerata valida solo per quanto riguarda i decori del portale. Le fonti storiche attestano che il progetto originario dell'edificio prevedeva un portico, un pulpito, pilastri compositi all'interno e varie decorazioni scultoree realizzate da importanti maestri scalpellini. Tuttavia nell'edificazione della chiesa, che già nel 1219 era terminata, la costruzione fu notevolmente semplificata per motivi ad oggi ignoti. Ne sono un esempio i leoni stilofori dell'interno, traccia di un ambone mai portato a compimento o i pilastri della facciata a sostegno di un portico che non vide mai la luce.
Il monastero annesso all'edificio sacro, dopo essere sopravvissuto a varie vicissitudini, fu soppresso definitivamente nel 1652. La chiesa continuò però ad essere officiata dai celestini fino al 1807, anno della soppressione napoleonica.

## Descrizione
L'edificio si compone di tre navate, anticipate da una facciata a salienti in conci di pietra. Al centro del prospetto principale spiccano al centro il portale maggiore ed il rosone, mentre nei settori laterali i portali minori e le finestre di diversa ampiezza e decorazione. La partizione dei tre portali, con arco di scarico, architravi e stipiti, è tipicamente benedettina. Sull'architrave del portale principale, spicca l'altorilievo del Cristo benedicente con i dodici apostoli. Le lesene dello stesso portale sono decorate da motivi floreali, tema che si ripropone anche nelle formelle isolate della facciata. Nella lunetta è possibile osservare la rossa sinopia dell'affresco che doveva decorarla, con una Madonna con Bambino e due Santi. Subito a destra dell'architrave, una figurina scolpita di San Tommaso di Canterbury con mitra, pallio e pastorale denota le influenze nello stile di San Clemente a Casauria.
L'interno della chiesa presenta un presbiterio rialzato, abside semicircolare e copertura a capriate. È di notevole contrasto l'affiancamento ai saldi pilastri squadrati che sostengono la copertura dell'edificio di un'esile colonnina con il capitello e la base di proporzioni più ampie e disorganiche. Secondo la leggenda la Colonna Santa (tale è infatti il suo nome nella tradizione popolare) sarebbe stata inserita direttamente dagli angeli ed è tuttora oggetto di culto. La devozione popolare per questo elemento è testimoniata dall'assottigliamento della parte in fondo, dovuta allo strofinamento dei fedeli e all'asportazione di alcuni frammenti, che si crede abbiano proprietà curative. Certo è che la provenienza dei pezzi che la compongono è molto varia, dal blocco monolitico del suo corpo alla sproporzionata zoccolatura all'altrettanto sproporzionato capitello di tralci serpeggianti e foglie palmate. Per alleggerire il peso della muratura che grava sulla colonna, nel corso del Seicento è stato costruito un arco di scarico aperto sopra di essa. La decorazione interna, di derivazione casauriense come la facciata, si presenta approssimativa e con forme irregolari. Gli affreschi ancor'oggi visibili, fra cui le scene della Passione di Cristo sul terzo pilastro di destra, non sono da attribuire ad un programma prestabilito di decorazione, ma soltanto alla devozione dei fedeli. Essi possono essere datati in un periodo compreso tra il 1270 e il 1290.

## Galleria d'immagini

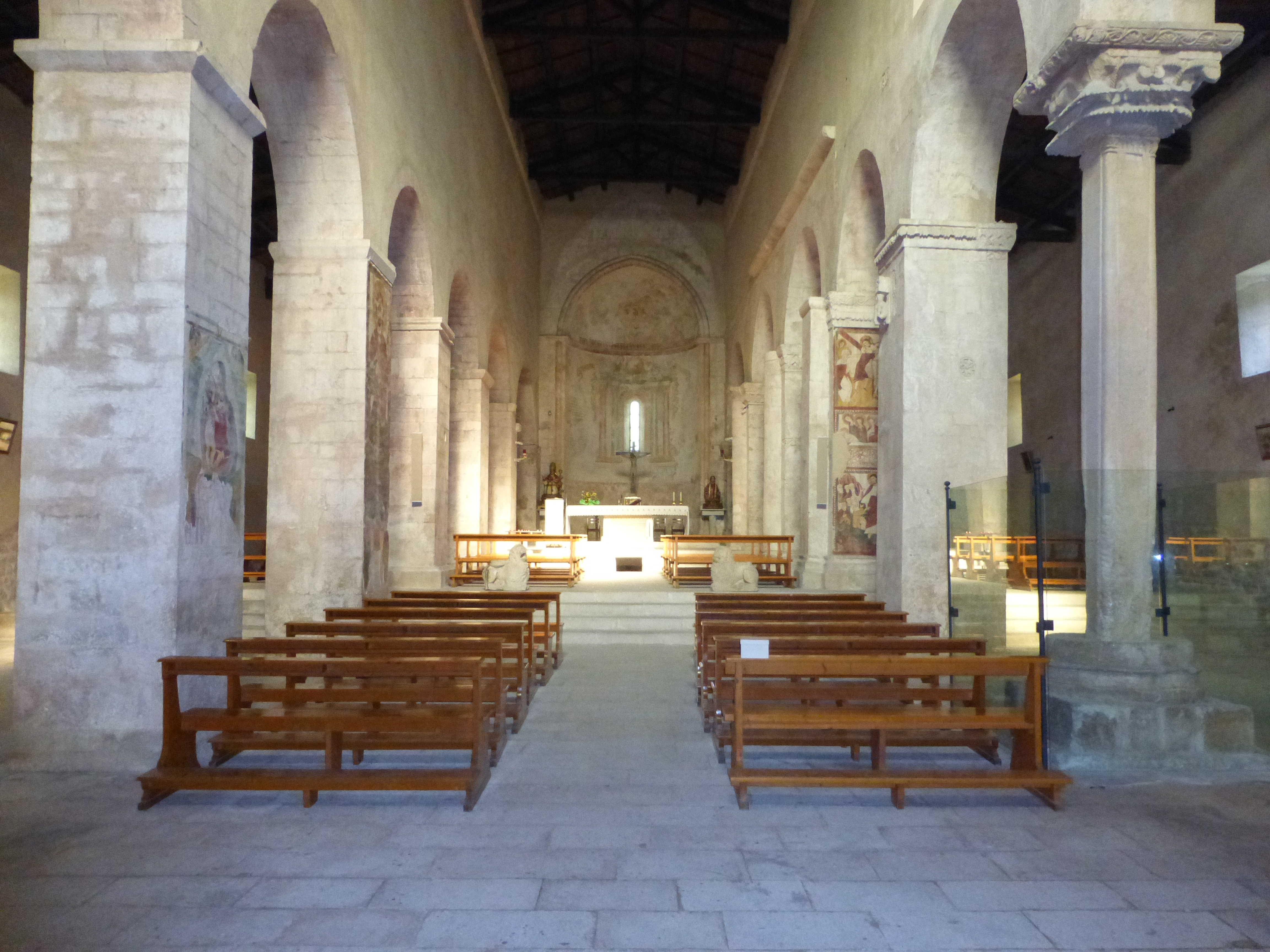
L'interno della chiesa. Sulla destra, la Colonna Santa.
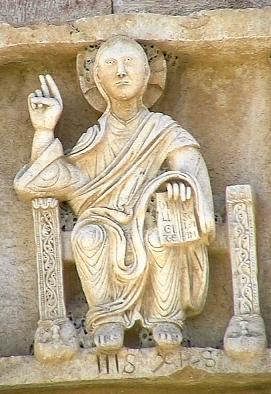
Il Cristo docente dell'architrave.
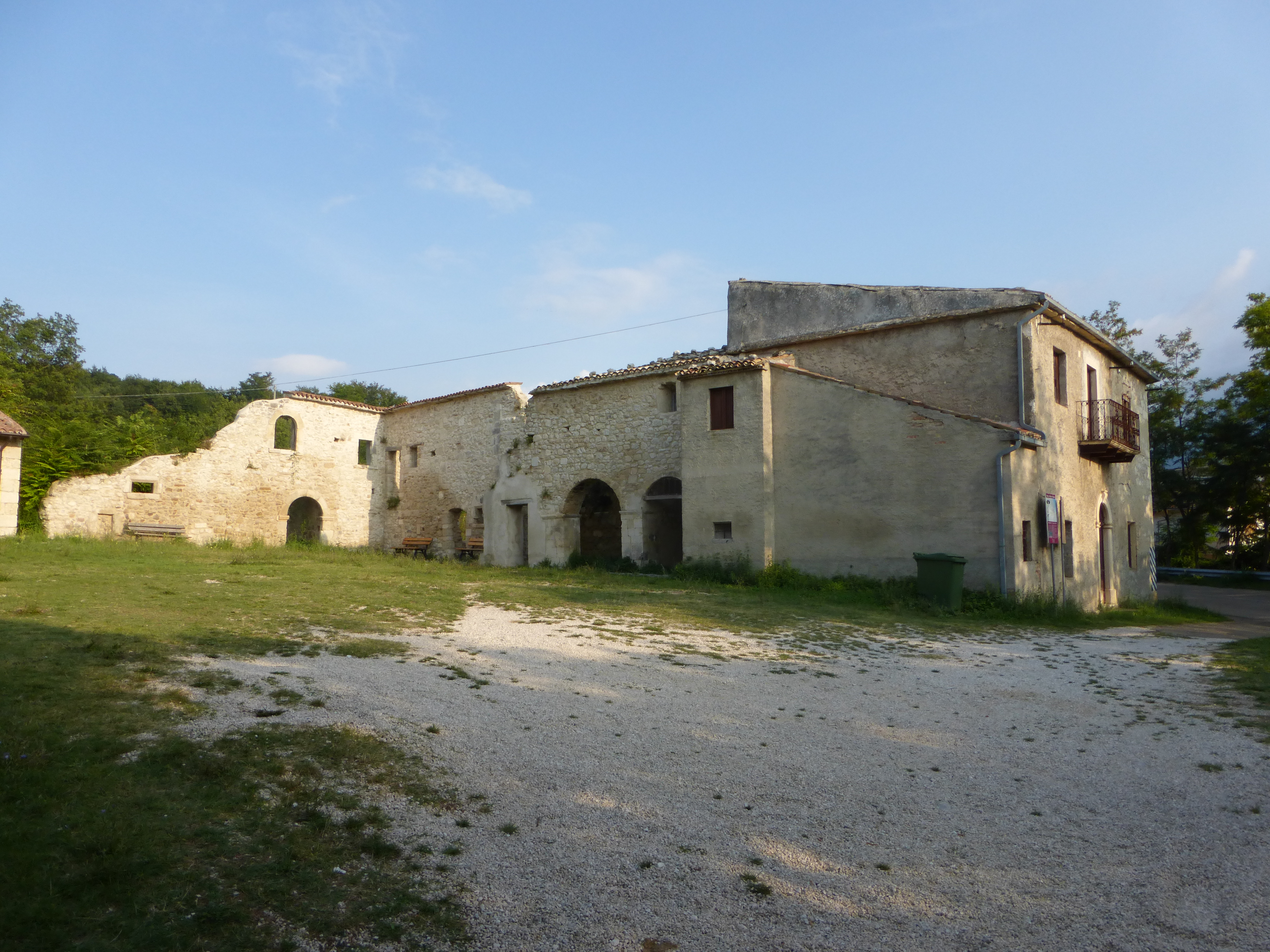
L'antico complesso abbaziale, oggi diroccato.
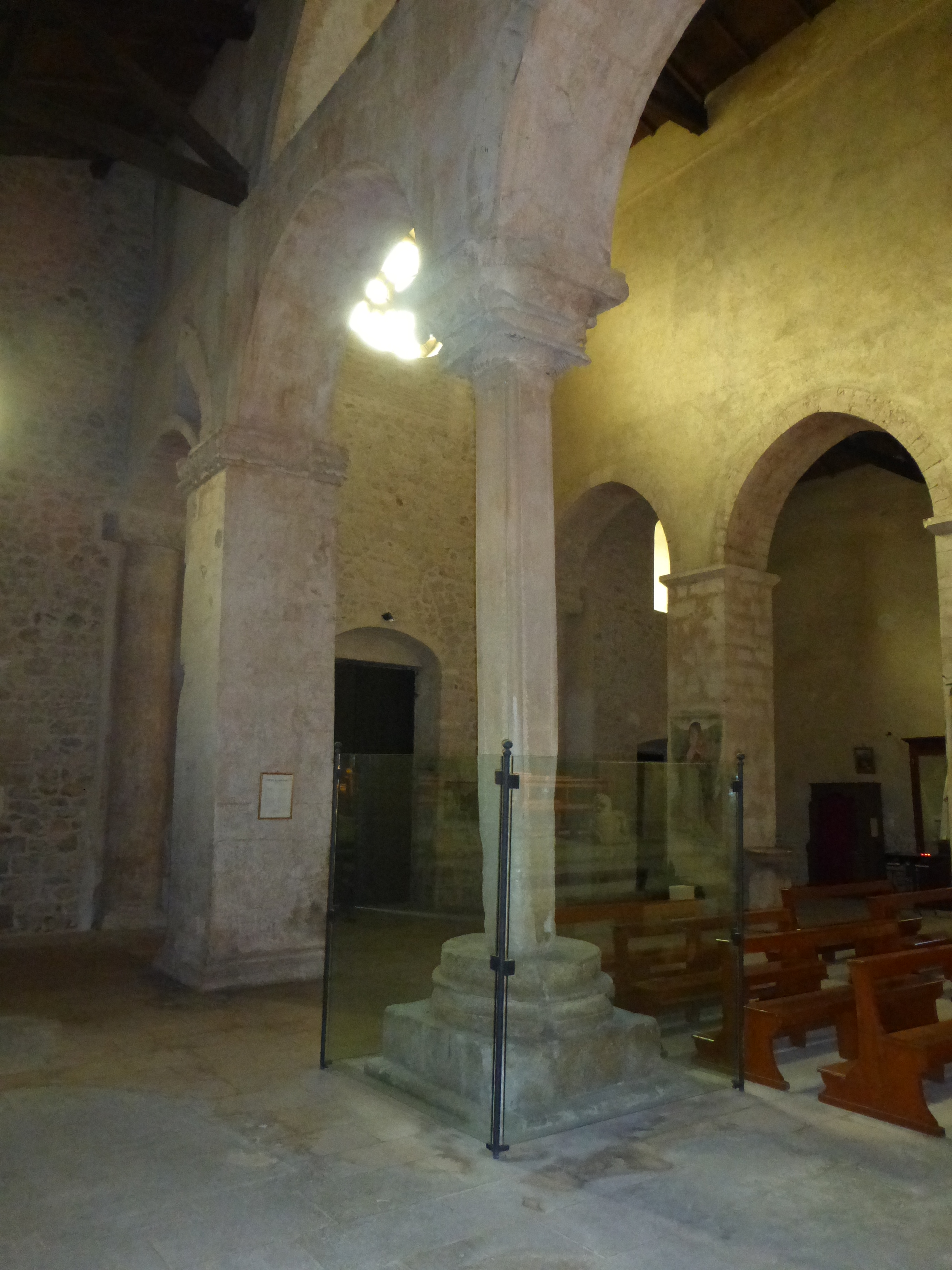
La colonna Santa.
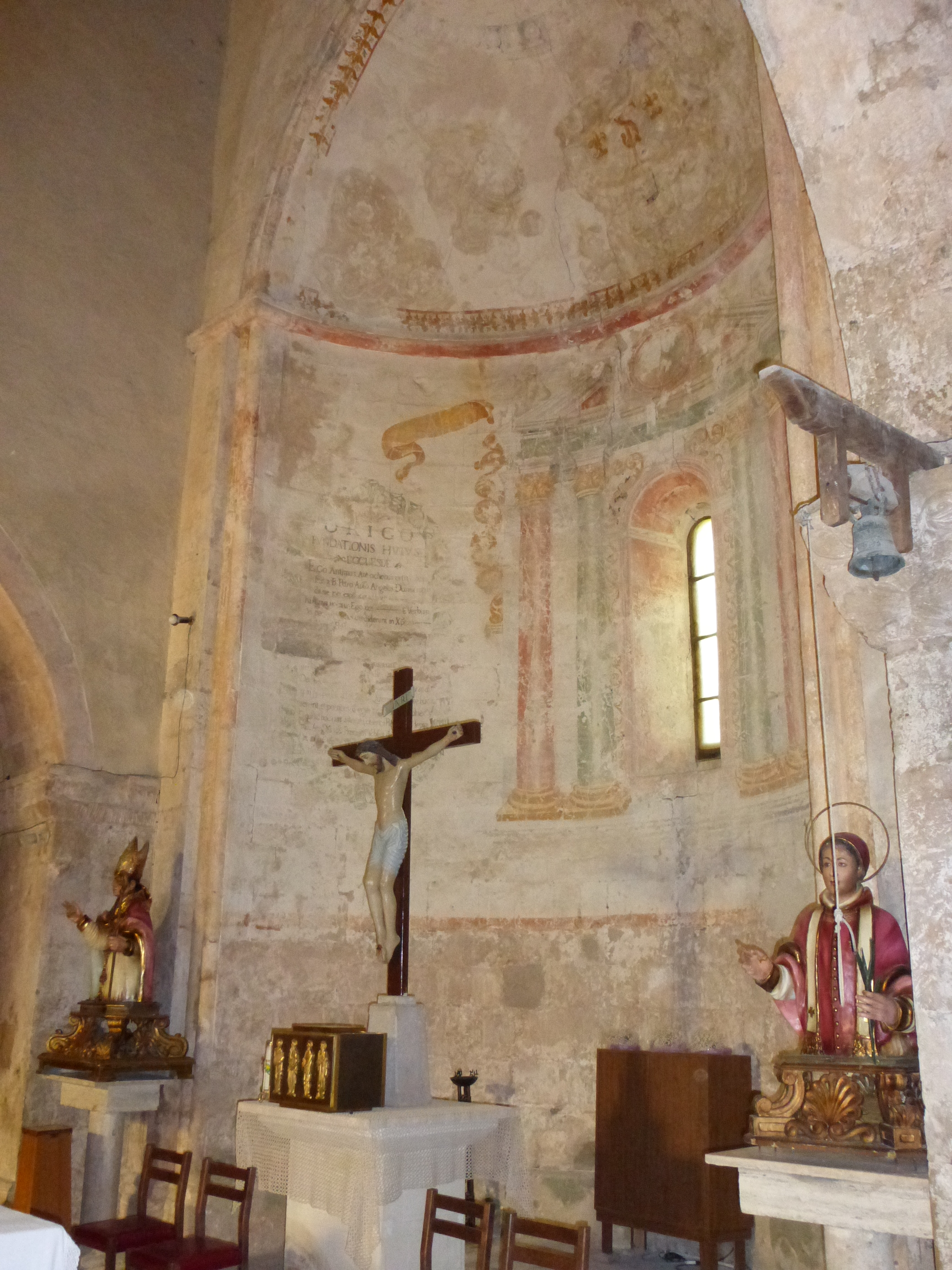
L'abside con gli affreschi di quattro colonne rosse e verdi.